# إغناثيو كاريرا بينتو
إغناثيو كاريرا بينتو (بالإسبانية: Ignacio Carrera Pinto)‏ هو عسكري تشيلي، ولد في 5 فبراير 1848 في سانتياغو في تشيلي، وتوفي في 9 يوليو 1882 في Concepción, Junín ‏ في بيرو بسبب قتل في المعركة.